# Markéta Gregorová

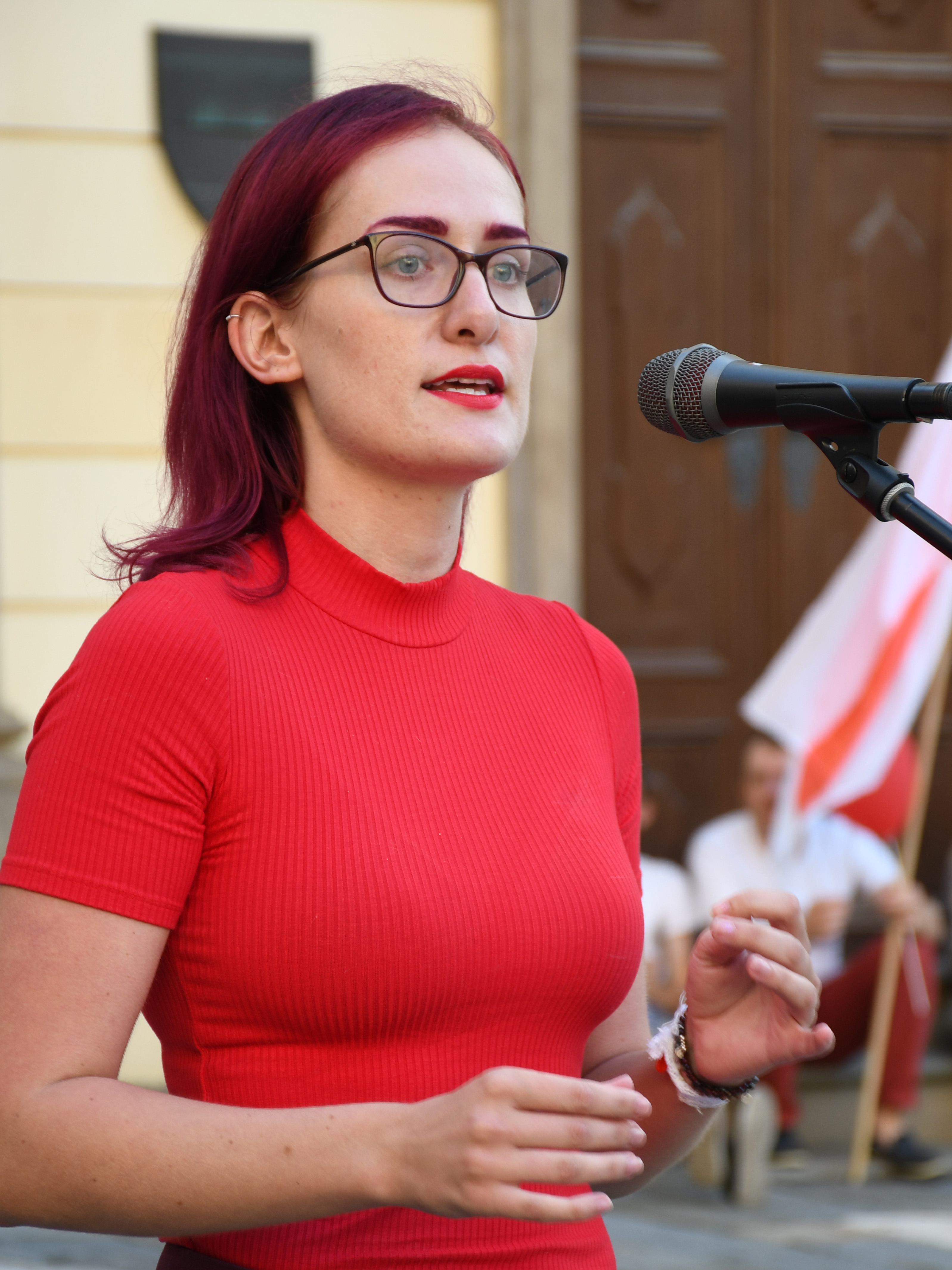
Demonstrace na podporu svobodného Běloruska, Brno, 2020

Markéta Gregorová (* 14. ledna 1993 Most) je česká politička, od roku 2019 poslankyně Evropského parlamentu, v letech 2018 až 2019 zastupitelka města Brno, od roku 2012 členka a od ledna do listopadu 2024 místopředsedkyně Pirátů a mezi lety 2018 a 2019 předsedkyně Evropské pirátské strany. V Evropském parlamentu je členkou Výboru pro mezinárodní obchod a také Zvláštního výboru pro zahraniční vměšování do všech demokratických procesů v Evropské unii, včetně dezinformací a místopředsedkyní Delegace v Parlamentním shromáždění Euronest. Účinkuje také jako zpěvačka ve ska kapele Definitivní ententýk.

## Život
Markéta Gregorová pochází z Mostu, kde vystudovala Podkrušnohorské gymnázium a v lednu 2016 získala bakalářský titul na Masarykově univerzitě v Brně v oboru Mezinárodní vztahy a Evropská studia. V září 2023 získala magisterský titul v oborech Veřejná správa a Bezpečnostní studia na CEVRO Institut. V soukromé sféře pracovala jako testerka webových aplikací, e-commerce specialistka i marketingová a PR specialistka.
V roce 2024 se přihlásila k pansexuální orientaci.

## Politické působení
V České pirátské straně působila v letech 2013–2015 a 2017–2019 jako vedoucí Zahraničního odboru. Od února 2018 do 2019 byla také 1. místopředsedkyní jihomoravského krajského sdružení strany.
Pirátskou stranu podpořila na kandidátních listinách ve volbách do Evropského parlamentu v květnu 2014, kde kandidovala jako číslo tři kandidátní listiny České pirátské strany. Kandidovala také ve volbách do Zastupitelstva Jihomoravského kraje v roce 2016 na společné kandidátce Zelených a Pirátů a ve volbách do Poslanecké sněmovny PČR v roce 2017.
V komunálních volbách v říjnu 2018 kandidovala do Zastupitelstva města Brna z 2. místa kandidátky Pirátů a byla zvolena zastupitelkou. Po volbách měla zastávat pozici radní pro oblast kultury, ale místa se vzdala kvůli rozporu mezi výkonem uvolněné funkce a jejímu negativnímu postoji k nově vzniklé koalici ODS, KDU-ČSL, Pirátů a ČSSD. Post radního pro kulturu tak místo Gregorové získal Marek Fišer. V červnu 2019 rezignovala na mandát zastupitelky města Brna i funkci členky Komise kulturní Rady města Brna kvůli svému mandátu poslankyně Evropského parlamentu.
Dne 19. ledna 2019 byla na zasedání celostátního fóra Pirátů v Táboře zvolena na druhé místo stranické kandidátky pro volby do Evropského parlamentu v květnu 2019. Ve volbách získala 14 158 preferenčních hlasů a byla zvolena europoslankyní. V Evropském parlamentu je místopředsedkyní Delegace v Parlamentním shromáždění Euronest a členkou Výboru pro mezinárodní obchod a Zvláštního výboru pro zahraniční vměšování do všech demokratických procesů v Evropské unii, včetně dezinformací. Je také náhradnicí ve Výboru pro zahraniční věci, Výboru pro bezpečnost a obranu, Výboru pro ústavní záležitosti a Delegaci pro vztahy s NATO.
Dne 7. dubna 2021 byla zvolena do správní rady politického institutu Pirátů a zastává pozici předsedkyně. V komunálních volbách v roce 2022 kandidovala za Piráty do Zastupitelstva města Brna i do Zastupitelstva městské části Brno-střed (ve druhém případě v rámci kandidátky subjektu „Piráti, Zelení a Žít Brno“). Ani v jednom případě však nebyla zvolena.
V lednu 2024 se ucházela o předsednickou funkci Pirátské strany. Ve druhém kole volby nicméně funkci obhájil dosavadní předseda strany Ivan Bartoš. Gregorová byla poté zvolena druhou místopředsedkyní strany. Ve funkci skončila v listopadu 2024.
Jako europoslankyně hlasovala pro směrnici o energetické náročnosti budov v rámci plánu „Fit for 55“, který je součástí širší strategie Evropské unie k dosažení uhlíkové (klimatické) neutrality do roku 2050 známé jako Zelená dohoda pro Evropu (European Green Deal). Podle směrnice budou muset mít od roku 2030 všechny nově postavené budovy nulové emise a od roku 2050 musí být klimaticky neutrální všechny domy.
Ve volbách do Evropského parlamentu v červnu 2024 obhajovala mandát europoslankyně ze 2. místa kandidátky Pirátů. Jako jediné z kandidátky Pirátů se jí podařilo mandát obhájit a díky preferenčním hlasům (získala jich 23 388) přeskočila lídra kandidátky Marcela Kolaju.